# Saison 2012-2013 du Manchester City FC
Maillots
Dernière mise à jour : 19 mai 2013.
Chronologie
Saison précédente Saison suivante
La saison 2012-2013 de Manchester City est la 11e saison consécutive du club en Premier League.
Ayant remporté le Championnat d'Angleterre la saison précédente, le club commence la saison par un match en Community Shield face à Chelsea, en août 2012 à Wembley. En plus de jouer la Community Shield, le club dispute le Championnat, la FA Cup, la Carling Cup et la Ligue des Champions.

## Équipe première

### Effectif
| N°                 | Nat                              | Nom                         | Date de naissance (Âge) | Depuis          | Matchs          | Buts            | En provenance de      |
| Gardiens de but    | Gardiens de but                  | Gardiens de but             | Gardiens de but         | Gardiens de but | Gardiens de but | Gardiens de but | Gardiens de but       |
| ------------------ | -------------------------------- | --------------------------- | ----------------------- | --------------- | --------------- | --------------- | --------------------- |
| 1                  | Drapeau de l'Angleterre          | Joe Hart                    | 19 avril 1987           | 2006            | 217             | 0               | Shrewsbury Town       |
| 29                 | Drapeau de l'Angleterre          | Richard Wright              | 5 janvier 1977          | 2012            | 0               | 0               | Preston North End     |
| 30                 | Drapeau de la Roumanie           | Costel Pantilimon           | 1er février 1987        | 2011            | 11              | 0               | Politehnica Timișoara |
| Défenseurs         |                                  |                             |                         |                 |                 |                 |                       |
| 2                  | Drapeau de l'Angleterre          | Micah Richards              | 24 juin 1988            | 2005            | 234             | 10              | Centre de formation   |
| 3                  | Drapeau du Brésil                | Maicon                      | 26 juillet 1981         | 2012            | 13              | 0               | Inter Milan           |
| 4                  | Drapeau de la Belgique           | Vincent Kompany (capitaine) | 10 avril 1986           | 2008            | 206             | 7               | Hambourg SV           |
| 5                  | Drapeau de l'Argentine           | Pablo Zabaleta              | 16 janvier 1985         | 2008            | 195             | 7               | Espanyol              |
| 6                  | Drapeau de l'Angleterre          | Joleon Lescott              | 16 août 1982            | 2009            | 136             | 9               | Everton               |
| 13                 | Drapeau de la Serbie             | Aleksandar Kolarov          | 10 novembre 1985        | 2010            | 94              | 11              | SS Lazio              |
| 22                 | Drapeau de la France             | Gaël Clichy                 | 26 juillet 1985         | 2011            | 74              | 0               | Arsenal               |
| 28                 | Drapeau de la Côte d'Ivoire      | Kolo Touré                  | 19 mars 1981            | 2009            | 102             | 3               | Arsenal               |
| 33                 | Drapeau de la Serbie             | Matija Nastasić             | 28 mars 1993            | 2012            | 30              | 0               | Fiorentina            |
| Milieux de terrain |                                  |                             |                         |                 |                 |                 |                       |
| 7                  | Drapeau de l'Angleterre          | James Milner                | 4 janvier 1986          | 2010            | 114             | 8               | Aston Villa           |
| 8                  | Drapeau de la France             | Samir Nasri                 | 26 juin 1987            | 2011            | 83              | 11              | Arsenal               |
| 11                 | Drapeau de l'Angleterre          | Scott Sinclair              | 25 mars 1989            | 2012            | 15              | 0               | Swansea City          |
| 14                 | Drapeau de l'Espagne             | Javi García                 | 8 février 1987          | 2012            | 33              | 2               | Benfica Lisbonne      |
| 17                 | Drapeau de l'Angleterre          | Jack Rodwell                | 11 mars 1991            | 2012            | 15              | 2               | Everton               |
| 18                 | Drapeau de l'Angleterre          | Gareth Barry                | 23 février 1981         | 2009            | 174             | 8               | Aston Villa           |
| 21                 | Drapeau de l'Espagne             | David Silva                 | 8 janvier 1986          | 2010            | 143             | 19              | Valence CF            |
| 42                 | Drapeau de la Côte d'Ivoire      | Yaya Touré                  | 13 mai 1983             | 2010            | 134             | 31              | FC Barcelone          |
| 62                 | Drapeau de la Côte d'Ivoire      | Abdul Razak                 | 11 novembre 1992        | 2010            | 10              | 0               | Centre de formation   |
| Attaquants         |                                  |                             |                         |                 |                 |                 |                       |
| 10                 | Drapeau de la Bosnie-Herzégovine | Edin Džeko                  | 17 mars 1986            | 2011            | 109             | 40              | VfL Wolfsbourg        |
| 16                 | Drapeau de l'Argentine           | Sergio Agüero               | 2 juin 1988             | 2011            | 88              | 47              | Atlético Madrid       |
| 32                 | Drapeau de l'Argentine           | Carlos Tévez                | 5 février 1984          | 2009            | 147             | 73              | Manchester United     |
| 60                 | Drapeau de la Suède              | John Guidetti               | 15 avril 1992           | 2008            | 1               | 0               | Centre de formation   |

### Staff managérial[1]
| Emploi                     | Staff           |
| -------------------------- | --------------- |
| Entraîneur                 | Brian Kidd      |
| Entraîneur de l'équipe pro | David Platt     |
| Entraîneur de l'équipe pro | Fausto Salsano  |
| Entraîneur des gardiens    | Massimo Battara |
| Préparateur physique       | Ivan Carminati  |

Source : http://www.mcfc.co.uk

### Tenues
Équipementier : Umbro
Sponsor : Etihad Airways
| Domicile | Extérieur | Autre | Gardien (1) | Gardien (2) |

## Transferts

### Mercato d'été

#### Arrivées
| Numéro | Poste | Joueur          | En provenance de | Montant                     | Date         | Source |
| ------ | ----- | --------------- | ---------------- | --------------------------- | ------------ | ------ |
| 17     | MIL   | Jack Rodwell    | Everton          | £12 millions                | 12 août 2012 | [ 2 ]  |
| 29     | GB    | Richard Wright  | Libre            | Transfert libre             | 30 août 2012 | [ 3 ]  |
| 11     | MIL   | Scott Sinclair  | Swansea City     | £6,2 millions               | 31 août 2012 | [ 4 ]  |
| 3      | DEF   | Maicon          | Inter Milan      | £5 millions                 | 31 août 2012 | [ 5 ]  |
| 33     | DEF   | Matija Nastasić | Fiorentina       | £12 millions + Stefan Savić | 31 août 2012 | [ 6 ]  |
| 14     | MIL   | Javi García     | Benfica Lisbonne | £17 millions                | 31 août 2012 | [ 7 ]  |

#### Départs
| Numéro | Poste | Joueur            | Destination         | Montant         | Date             | Source |
| ------ | ----- | ----------------- | ------------------- | --------------- | ---------------- | ------ |
| 20     | MIL   | Owen Hargreaves   | Libre               | Résilié         | 22 mai 2012      | [ 8 ]  |
| 35     | MIL   | Gaï Assulin       | Racing de Santander | Transfert libre | 22 mai 2012      | [ 8 ]  |
| 12     | GB    | Stuart Taylor     | Reading             | Transfert libre | 1er juillet 2012 | [ 9 ]  |
| 9      | ATT   | Emmanuel Adebayor | Tottenham Hotspur   | £5 millions     | 21 août 2012     | [ 10 ] |
| 11     | MIL   | Adam Johnson      | Sunderland          | £12 millions    | 24 août 2012     | [ 11 ] |
| 34     | MIL   | Nigel de Jong     | AC Milan            | £3,1 millions   | 31 août 2012     | [ 12 ] |
| 15     | MIL   | Stefan Savić      | Fiorentina          | Échange         | 31 août 2012     | [ 6 ]  |
| –      | GB    | Gunnar Nielsen    | Libre               | Résilié         | 7 décembre 2012  | [ 13 ] |
| –      | MIL   | Michael Johnson   | Libre               | Résilié         | 28 décembre 2012 | [ 14 ] |

##### Prêts
| Numéro | Poste | Joueur            | Destination            | Début            | Fin              | Source |
| ------ | ----- | ----------------- | ---------------------- | ---------------- | ---------------- | ------ |
| 50     | MIL   | Abdisalam Ibrahim | Strømsgodset           | 14 juillet 2012  | 31 décembre 2012 | [ 15 ] |
| 3      | DEF   | Wayne Bridge      | Brighton & Hove Albion | 21 juillet 2012  | 31 mai 2013      | [ 16 ] |
| 14     | ATT   | Roque Santa Cruz  | Málaga CF              | 31 août 2012     | 31 mai 2013      | [ 17 ] |
| 38     | DEF   | Dedryck Boyata    | FC Twente              | 31 août 2012     | 31 mai 2013      | [ 18 ] |
| 62     | MIL   | Abdul Razak       | Charlton Athletic      | 1er octobre 2012 | 31 décembre 2012 | [ 19 ] |

### Mercato d'hiver

#### Départs
| Numéro | Poste | Joueur          | Destination | Montant      | Date            | Source |
| ------ | ----- | --------------- | ----------- | ------------ | --------------- | ------ |
| 45     | ATT   | Mario Balotelli | AC Milan    | £19 millions | 30 janvier 2013 | [ 20 ] |

### Activité globale
| Mercato d'été : £52 200 000 Mercato d'hiver : £0 Total : £52 200 000 | Mercato d'été : £20 100 000 Mercato d'hiver : £19 000 000 Total : £39 100 000 | Mercato d'été : £32 100 000 Mercato d'hiver : £19 000 000 Total : £13 100 000 |

## Compétitions

### Premier League

#### Classement
| Rang | Équipe              | Pts | J  | G  | N  | P  | Bp | Bc | Diff |
| ---- | ------------------- | --- | -- | -- | -- | -- | -- | -- | ---- |
| 1    | Manchester United   | 89  | 38 | 28 | 5  | 5  | 85 | 43 | +42  |
| 2    | Manchester City T S | 78  | 38 | 23 | 9  | 6  | 66 | 34 | +32  |
| 3    | Chelsea             | 75  | 38 | 22 | 9  | 7  | 75 | 39 | +36  |
| 4    | Arsenal             | 73  | 38 | 21 | 10 | 7  | 72 | 37 | +35  |
| 5    | Tottenham Hotspur   | 72  | 38 | 21 | 9  | 8  | 66 | 46 | +20  |
| 6    | Everton             | 63  | 38 | 16 | 15 | 7  | 55 | 40 | +15  |
| 7    | Liverpool           | 61  | 38 | 16 | 13 | 9  | 71 | 43 | +28  |
| 8    | West Bromwich       | 49  | 38 | 14 | 7  | 17 | 53 | 57 | -4   |
| 9    | Swansea City L      | 46  | 38 | 11 | 13 | 14 | 47 | 51 | -4   |
| 10   | West Ham P          | 46  | 38 | 12 | 10 | 16 | 45 | 53 | -8   |
| 11   | Norwich City        | 44  | 38 | 10 | 14 | 14 | 41 | 58 | -17  |
| 12   | Fulham              | 43  | 38 | 11 | 10 | 17 | 50 | 60 | -10  |
| 13   | Stoke City          | 42  | 38 | 9  | 15 | 14 | 34 | 45 | -11  |
| 14   | Southampton P       | 41  | 38 | 9  | 14 | 15 | 49 | 60 | -11  |
| 15   | Aston Villa         | 41  | 38 | 10 | 11 | 17 | 47 | 69 | -22  |
| 16   | Newcastle United    | 41  | 38 | 11 | 8  | 19 | 45 | 68 | -23  |
| 17   | Sunderland          | 39  | 38 | 9  | 12 | 17 | 41 | 54 | -13  |
| 18   | Wigan Athletic C    | 36  | 38 | 9  | 9  | 20 | 47 | 73 | -26  |
| 19   | Reading P           | 28  | 38 | 6  | 10 | 22 | 43 | 73 | -30  |
| 20   | Queens Park Rangers | 25  | 38 | 4  | 13 | 21 | 30 | 60 | -30  |

Qualifications européennes
Ligue des champions 2013-2014
- 1er 2e et 3e : phase de groupes
- 4e : tour de barrages pour non-champions

Ligue Europa 2013-2014
- C : phase de groupes
- 5e : tour de barrages
- L : 3e tour de qualification

Relégation
- 18e, 19e et 20e : relégation en Championship

Abréviations
- T : Tenant du titre
- C : Vainqueur de la FA Cup 2012-2013
- L : Vainqueur de la Coupe de la Ligue 2012-2013
- S : Vainqueur du Community Shield 2012
- P : Promus de Championship

### Ligue des Champions

#### Phase de groupes

##### Classement
| Rang | Équipe            | Pts | J | G | N | P | Bp | Bc | Diff |  | Résultats (▼ dom., ► ext.) | Drapeau de l'Allemagne | Drapeau de l'Espagne | Drapeau des Pays-Bas | Drapeau de l'Angleterre |
| ---- | ----------------- | --- | - | - | - | - | -- | -- | ---- |  | -------------------------- | ---------------------- | -------------------- | -------------------- | ----------------------- |
| 1    | Borussia Dortmund | 14  | 6 | 4 | 2 | 0 | 11 | 5  | +6   |  | Borussia Dortmund          |                        | 2-1                  | 1-0                  | 1-0                     |
| 2    | Real Madrid       | 11  | 6 | 3 | 2 | 1 | 15 | 9  | +6   |  | Real Madrid                | 2-2                    |                      | 4-1                  | 3-2                     |
| 3    | Ajax Amsterdam    | 4   | 6 | 1 | 1 | 4 | 8  | 16 | -8   |  | Ajax Amsterdam             | 1-4                    | 1-4                  |                      | 3-1                     |
| 4    | Manchester City   | 3   | 6 | 0 | 3 | 3 | 7  | 11 | -4   |  | Manchester City            | 1-1                    | 1-1                  | 2-2                  |                         |

Source : uefa.com

## Statistiques

### Meilleurs buteurs
Inclut uniquement les matches officiels. La liste est classée par numéro de maillot lorsque le total des buts est égal.
| R  | No. | Pos | Nat | Nom                  | Premier League | Coupe d'Angleterre | Coupe de la Ligue | Community Shield | Ligue des champions | Total |
| -- | --- | --- | --- | -------------------- | -------------- | ------------------ | ----------------- | ---------------- | ------------------- | ----- |
| 1  | 16  | ATT |     | Sergio Agüero        | 12             | 3                  | 0                 | 0                | 2                   | 17    |
| 1  | 32  | ATT |     | Carlos Tévez         | 11             | 5                  | 0                 | 1                | 0                   | 17    |
| 3  | 10  | ATT |     | Edin Džeko           | 14             | 0                  | 0                 | 0                | 1                   | 15    |
| 4  | 42  | MIL |     | Yaya Touré           | 7              | 1                  | 0                 | 1                | 1                   | 10    |
| 5  | 8   | MIL |     | Samir Nasri          | 2              | 1                  | 0                 | 1                | 1                   | 5     |
| 5  | 21  | MIL |     | David Silva          | 4              | 1                  | 0                 | 0                | 0                   | 5     |
| 7  | 7   | MIL |     | James Milner         | 4              | 0                  | 0                 | 0                | 0                   | 4     |
| 7  | 13  | DEF |     | Aleksandar Kolarov   | 1              | 1                  | 1                 | 0                | 1                   | 4     |
| 9  | 5   | DEF |     | Pablo Zabaleta       | 2              | 1                  | 0                 | 0                | 0                   | 3     |
| 9  | 45  | ATT |     | Mario Balotelli      | 1              | 1                  | 0                 | 0                | 1                   | 3     |
| 11 | 14  | MIL |     | Javi García          | 2              | 0                  | 0                 | 0                | 0                   | 2     |
| 11 | 17  | MIL |     | Jack Rodwell         | 2              | 0                  | 0                 | 0                | 0                   | 2     |
| 11 | 18  | MIL |     | Gareth Barry         | 1              | 1                  | 0                 | 0                | 0                   | 2     |
| 14 | 4   | DEF |     | Vincent Kompany      | 1              | 0                  | 0                 | 0                | 0                   | 1     |
| 14 | 6   | DEF |     | Joleon Lescott       | 1              | 0                  | 0                 | 0                | 0                   | 1     |
| 14 | 64  | MIL |     | Marcos Lopes         | 0              | 1                  | 0                 | 0                | 0                   | 1     |
|    |     |     |     | Buts contre son camp | 1              | 0                  | 0                 | 0                | 0                   | 1     |
|    |     |     |     | TOTAUX               | 66             | 15                 | 2                 | 3                | 7                   | 93    |

Mise à jour : 19 mai 2013

Source : Rapports de matches officiels

### Discipline
Inclut uniquement les matches officiels. La liste est classée par numéro de maillot lorsque le total des cartons est égal.
| R  | No. | Pos | Nat                              | Nom                | Premier League | Premier League | Coupe d'Angleterre | Coupe d'Angleterre | Coupe de la Ligue | Coupe de la Ligue | Community Shield | Community Shield | Ligue des champions | Ligue des champions | Total  | Total        |
| R  | No. | Pos | Nat                              | Nom                | Averti         | Carton rouge   | Averti             | Carton rouge       | Averti            | Carton rouge      | Averti           | Carton rouge     | Averti              | Carton rouge        | Averti | Carton rouge |
| 1  | 5   | DEF | Drapeau de l'Argentine           | Pablo Zabaleta     | 7              | 0              | 1                  | 1                  | 0                 | 0                 | 0                | 0                | 1                   | 0                   | 9      | 1            |
| 2  | 4   | DEF | Drapeau de la Belgique           | Vincent Kompany    | 3              | 1              | 1                  | 0                  | 0                 | 0                 | 1                | 0                | 2                   | 0                   | 7      | 1            |
| 3  | 8   | MIL | Drapeau de la France             | Samir Nasri        | 3              | 1              | 0                  | 0                  | 0                 | 0                 | 0                | 0                | 1                   | 0                   | 4      | 1            |
| 4  | 7   | MIL | Drapeau de l'Angleterre          | James Milner       | 1              | 1              | 1                  | 0                  | 0                 | 0                 | 0                | 0                | 0                   | 0                   | 2      | 1            |
| 5  | 42  | MIL | Drapeau de la Côte d'Ivoire      | Yaya Touré         | 6              | 0              | 2                  | 0                  | 0                 | 0                 | 0                | 0                | 3                   | 0                   | 11     | 0            |
| 6  | 14  | MIL | Drapeau de l'Espagne             | Javi García        | 5              | 0              | 1                  | 0                  | 0                 | 0                 | 0                | 0                | 3                   | 0                   | 9      | 0            |
| 7  | 13  | DEF | Drapeau de la Serbie             | Aleksandar Kolarov | 5              | 0              | 1                  | 0                  | 1                 | 0                 | 0                | 0                | 1                   | 0                   | 8      | 0            |
| 7  | 18  | MIL | Drapeau de l'Angleterre          | Gareth Barry       | 6              | 0              | 2                  | 0                  | 0                 | 0                 | 0                | 0                | 0                   | 0                   | 8      | 0            |
| 9  | 10  | ATT | Drapeau de la Bosnie-Herzégovine | Edin Džeko         | 4              | 0              | 1                  | 0                  | 0                 | 0                 | 0                | 0                | 1                   | 0                   | 6      | 0            |
| 10 | 6   | DEF | Drapeau de l'Angleterre          | Joleon Lescott     | 3              | 0              | 0                  | 0                  | 0                 | 0                 | 0                | 0                | 1                   | 0                   | 4      | 0            |
| 10 | 32  | ATT | Drapeau de l'Argentine           | Carlos Tévez       | 3              | 0              | 0                  | 0                  | 1                 | 0                 | 0                | 0                | 0                   | 0                   | 4      | 0            |
| 12 | 22  | DEF | Drapeau de la France             | Gaël Clichy        | 3              | 0              | 0                  | 0                  | 0                 | 0                 | 0                | 0                | 0                   | 0                   | 3      | 0            |
| 12 | 28  | DEF | Drapeau de la Côte d'Ivoire      | Kolo Touré         | 2              | 0              | 0                  | 0                  | 1                 | 0                 | 0                | 0                | 0                   | 0                   | 3      | 0            |
| 12 | 45  | ATT | Drapeau de l'Italie              | Mario Balotelli    | 2              | 0              | 0                  | 0                  | 0                 | 0                 | 0                | 0                | 1                   | 0                   | 3      | 0            |
| 15 | 2   | DEF | Drapeau de l'Angleterre          | Micah Richards     | 2              | 0              | 0                  | 0                  | 0                 | 0                 | 0                | 0                | 0                   | 0                   | 2      | 0            |
| 15 | 16  | ATT | Drapeau de l'Argentine           | Sergio Agüero      | 2              | 0              | 0                  | 0                  | 0                 | 0                 | 0                | 0                | 0                   | 0                   | 2      | 0            |
| 15 | 17  | MIL | Drapeau de l'Angleterre          | Jack Rodwell       | 2              | 0              | 0                  | 0                  | 0                 | 0                 | 0                | 0                | 0                   | 0                   | 2      | 0            |
| 15 | 21  | MIL | Drapeau de l'Espagne             | David Silva        | 2              | 0              | 0                  | 0                  | 0                 | 0                 | 0                | 0                | 0                   | 0                   | 2      | 0            |
| 15 | 33  | DEF | Drapeau de la Serbie             | Matija Nastasić    | 1              | 0              | 1                  | 0                  | 0                 | 0                 | 0                | 0                | 0                   | 0                   | 2      | 0            |
| 20 | 1   | GB  | Drapeau de l'Angleterre          | Joe Hart           | 1              | 0              | 0                  | 0                  | 0                 | 0                 | 0                | 0                | 0                   | 0                   | 1      | 0            |
| 20 | 3   | DEF | Drapeau du Brésil                | Maicon             | 0              | 0              | 0                  | 0                  | 0                 | 0                 | 0                | 0                | 1                   | 0                   | 1      | 0            |
| 20 | 15  | DEF | Drapeau du Monténégro            | Stefan Savić       | 0              | 0              | 0                  | 0                  | 0                 | 0                 | 1                | 0                | 0                   | 0                   | 1      | 0            |
| 20 | 30  | GB  | Drapeau de la Roumanie           | Costel Pantilimon  | 0              | 0              | 0                  | 0                  | 0                 | 0                 | 1                | 0                | 0                   | 0                   | 1      | 0            |
| 20 | 62  | MIL | Drapeau de la Côte d'Ivoire      | Abdul Razak        | 0              | 0              | 1                  | 0                  | 0                 | 0                 | 0                | 0                | 0                   | 0                   | 1      | 0            |
|    |     |     |                                  | TOTAUX             | 63             | 3              | 11                 | 1                  | 4                 | 0                 | 3                | 0                | 15                  | 0                   | 96     | 4            |

Mise à jour : 19 mai 2013

Source : Rapports de matches officiels

### Total
| Matches joués                 | 52 (38 Premier League, 6 Coupe d'Angleterre, 1 Coupe de la Ligue, 1 Community Shield, 6 Ligue des champions)                                                  |
| Matches gagnés                | 29 (23 Premier League, 5 Coupe d'Angleterre, 1 Community Shield)                                                                                              |
| Matches nuls                  | 12 (9 Premier League, 3 Ligue des champions) |
| Matches perdus                | 11 (6 Premier League, 1 Coupe d'Angleterre, 1 Coupe de la Ligue, 3 Ligue des champions)                                                                       |
| Buts marqués                  | 93 (66 Premier League, 15 Coupe d'Angleterre, 2 Coupe de la Ligue, 3 Community Shield, 7 Ligue des champions)                                                 |
| Buts concédés                 | 53 (34 Premier League, 2 Coupe d'Angleterre, 4 Coupe de la Ligue, 2 Community Shield, 11 Ligue des champions)                                                 |
| Différence de buts            | +40 (+32 Premier League, +13 Coupe d'Angleterre, -2 Coupe de la Ligue, +1 Community Shield, -4 Ligue des champions)                                           |
| Matches sans encaisser de but | 22 (18 Premier League, 4 Coupe d'Angleterre) |
| Cartons jaunes                | 96 (63 Premier League, 11 Coupe d'Angleterre, 4 Coupe de la Ligue, 3 Community Shield, 15 Ligue des champions)                                                |
| Cartons rouges                | 4 (3 Premier League, 1 Coupe d'Angleterre) |
| Pire discipline               | Pablo Zabaleta (9 - 1 ) |
| Meilleur résultat             | Victoire 5 – 0 (Domicile) contre Aston Villa – Premier League – 17 novembre 2012 Victoire 5 – 0 (Domicile) contre Barnsley – Coupe d'Angleterre – 9 mars 2013 |
| Pire résultat                 | Défaite 2 – 4 (Domicile) contre Aston Villa – Coupe de la Ligue – 25 septembre 2012                                                                           |
| Meilleur buteur               | Sergio Agüero (17 buts) Carlos Tévez (17 buts) |

Mise à jour : 19 mai 2013

Source : Rapports de matches officiels